# Półwysep Oneski
Półwysep Oneski – półwysep w północno-zachodniej Rosji, na wodach Morza Białego, rozdziela zatoki Oneską i Dwińską. W 2013 utworzono na nim Park Narodowy „Pomorze Oneskie”.